# Нес (Північно-Східна Фрисландія)
Нес (нід. Nes) — село в нідерландській провінції Фрисландія, на узбережжі Ватового моря. Входить до муніципалітету Північно-Східна Фрисландія.
Його площа становить 6,97км², а населення станом на 2021 рік складало 390 осіб.
Перша згадка про населений пункт датується 1369 роком.

## Галерея

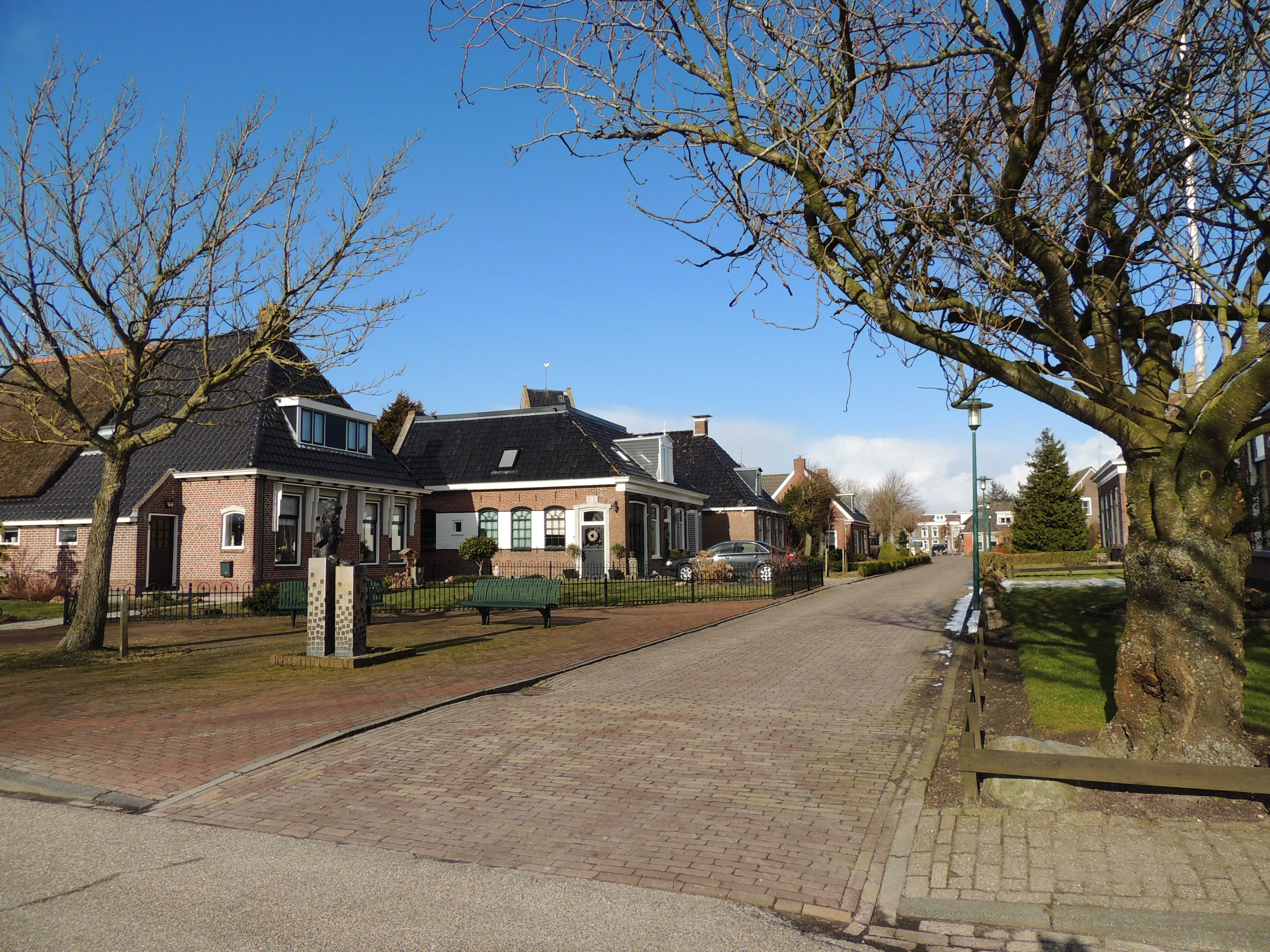
Вулична панорама
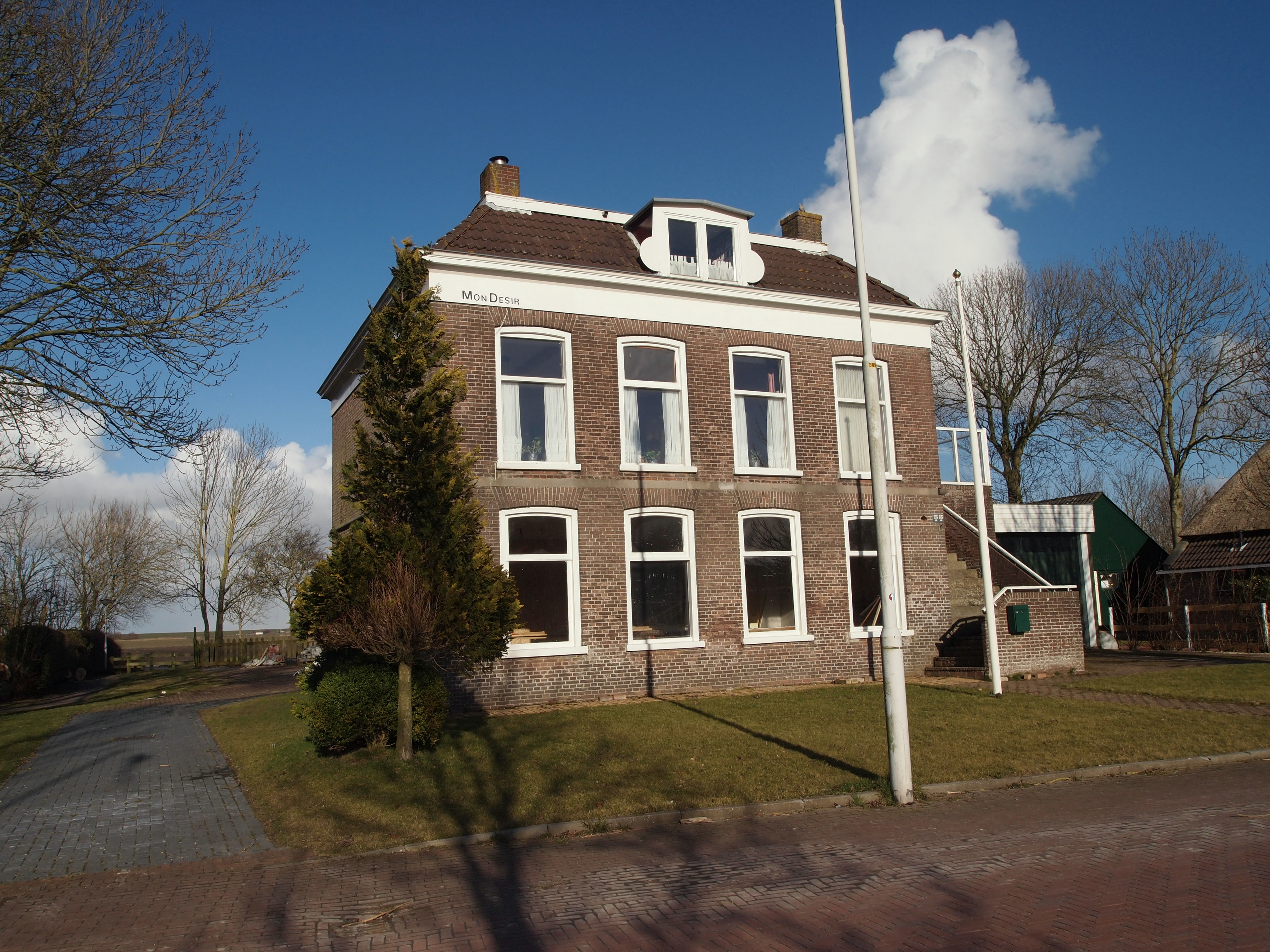
Сільський будинок
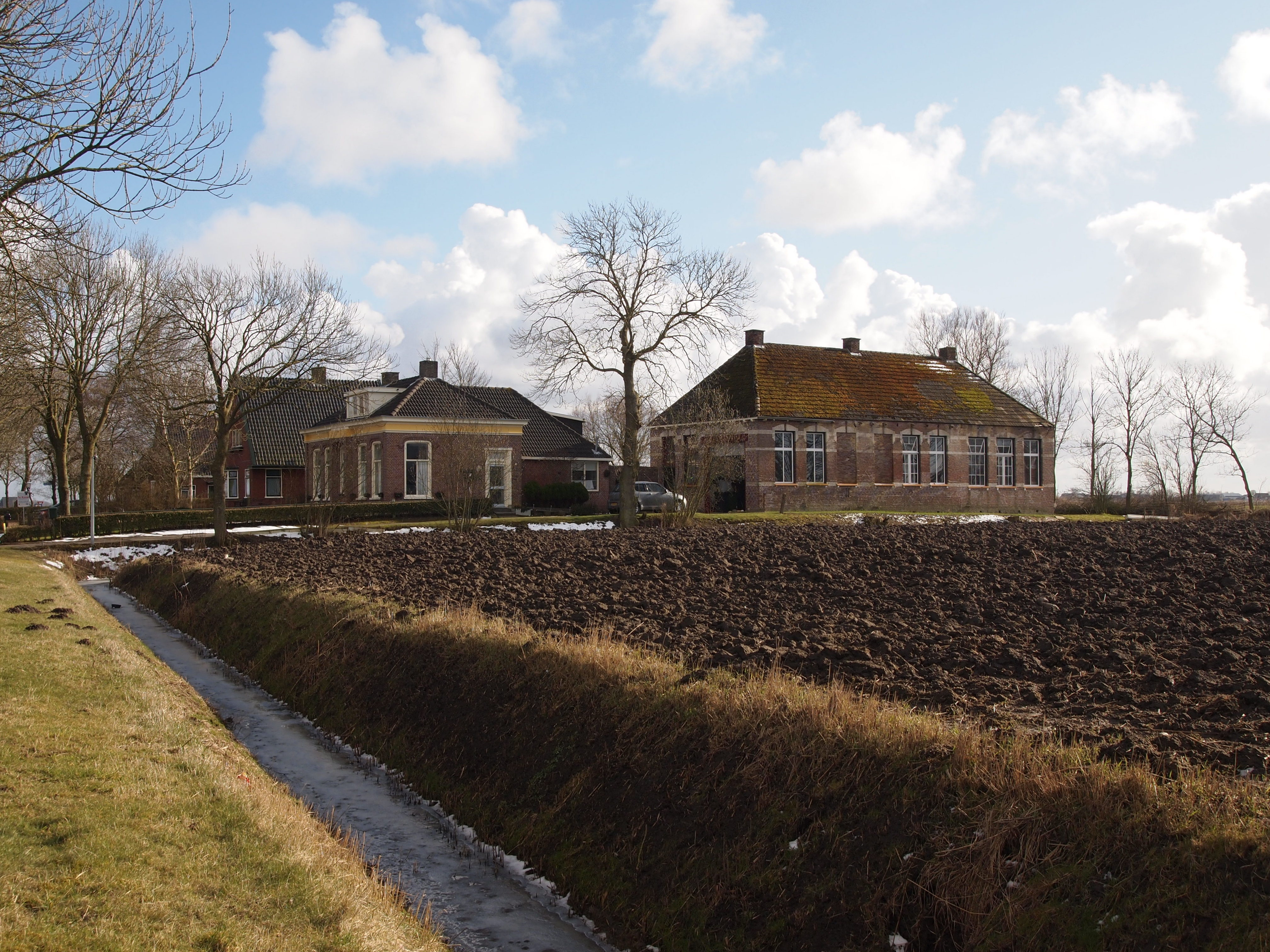
Будівля колишньої школи
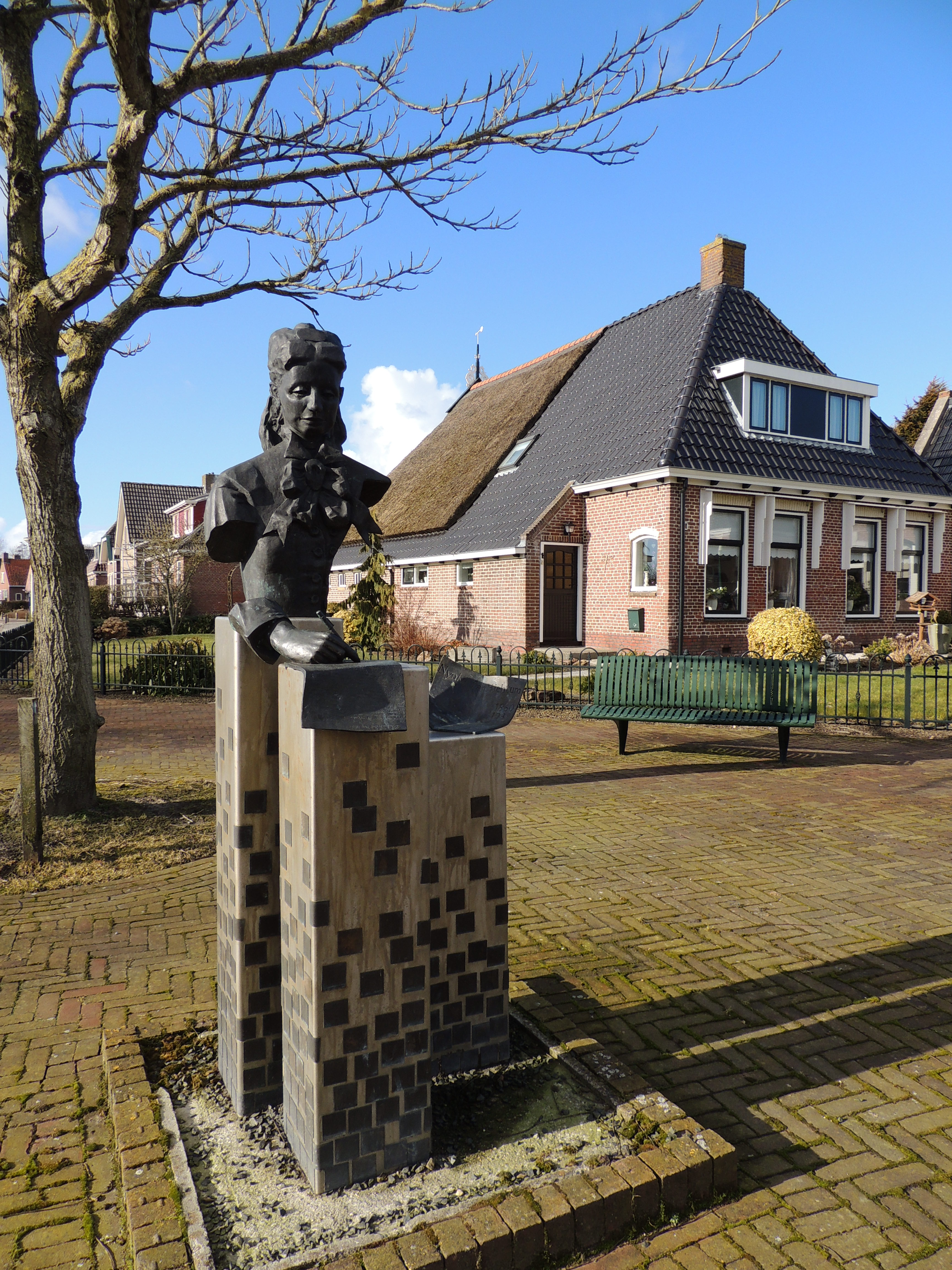
Статуя письменниці Нінке ван Гіхтум